# Cyprinus carpio carpio
Pour les articles homonymes, voir Carpe, Carpe (poisson) et Carpio.
Sous-espèce
Cyprinus carpio carpio, est une sous-espèce issue d'élevages de la forme sauvage qui est la carpe commune qui vit généralement dans les étangs. Cette carpe a été élevée au départ par des moines pour sa chair. Selon les formes sélectionnées en élevage elle est appelée carpe miroir ou carpe cuir.

## Différentes formes

### La carpe miroir
Recouverte de grandes écailles miroitantes, irrégulièrement disposées et de tailles différentes, la carpe miroir mesure en moyenne autour de 60 cm de longueur pour environ 5 kg, mais les plus grandes peuvent atteindre 110 cm pour un poids record de 45 kg (parmi les plus grosses carpes du monde). La carpe miroir est beaucoup moins effilée que la carpe sauvage, et en grandissant devient plus ronde qu'allongée, ce qui lui permet d'atteindre des poids bien supérieurs à ceux des carpes communes. Elle est fort appréciée pour sa combativité et sa puissance, qui lui vient de sa queue large et musclée. De plus, la carpe est un poisson intelligent qui apprend vite à se méfier des pièges trop grossiers. Comme toutes les espèces de carpe, la carpe miroir a un sens olfactif et visuel bien développé. Elle s'adapte facilement au milieu extérieur, et est très résistante, même dans des conditions difficiles (sécheresse, gel, etc.). La carpe est un poisson d'eaux calmes et peu profondes. Elle a tendance à préférer des eaux chaudes, dont la température varie entre 15 et 20 °C, particulièrement en période de frai. Dans ces eaux peu profondes, elle affectionne souvent les herbiers ou le voisinage des arbres immergés. La présence d'une carpe est facilement reconnaissable : des bulles apparaissent à la surface de l'eau indiquant qu'un poisson est en train de fouiller le fond ; son habitude d'effectuer des sauts spectaculaires est bien connue.

### La carpe cuir

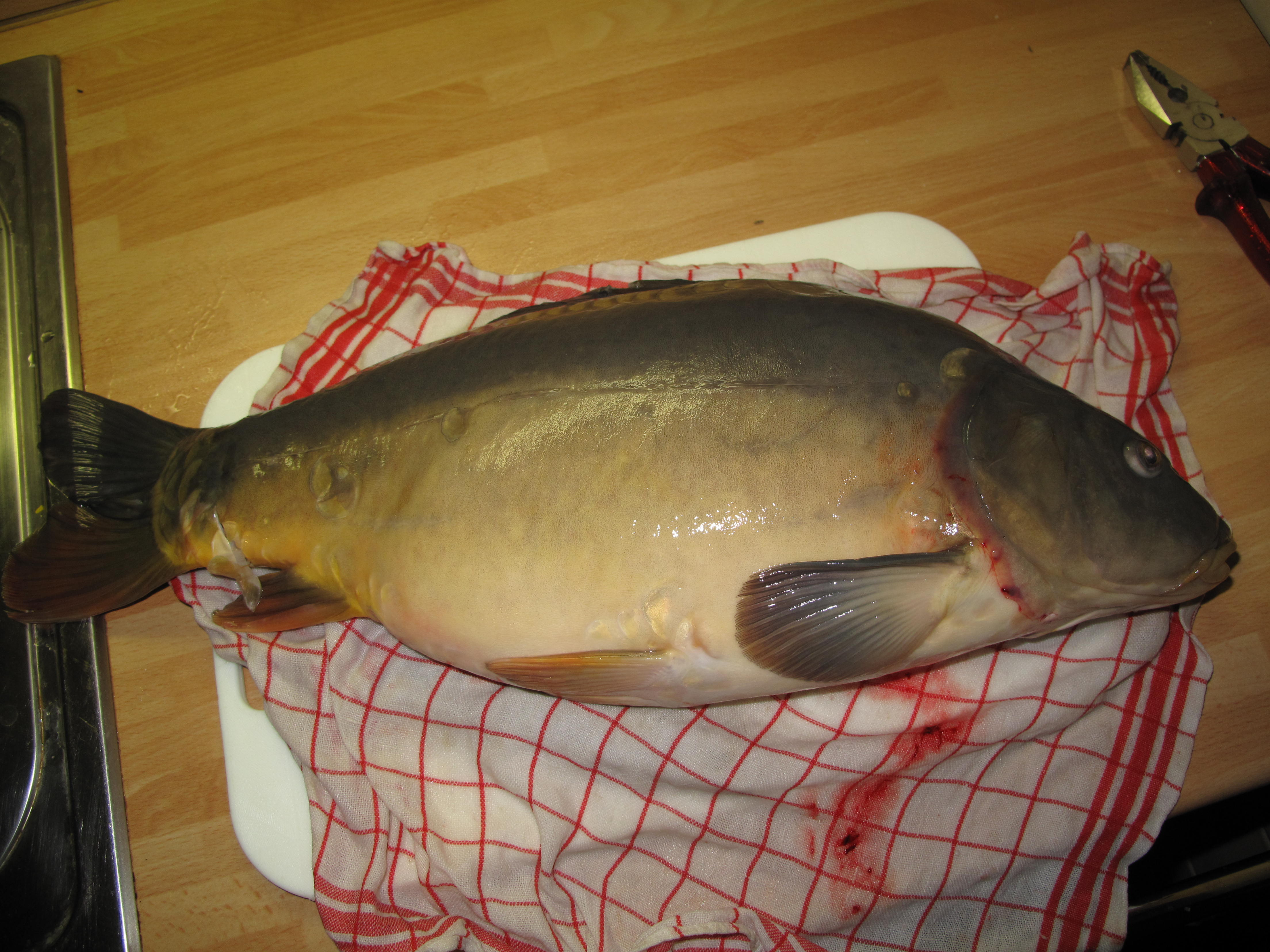
Une carpe cuir

Cette variété n'a pas d'écailles. Elle est élevée également pour la pêche.

### La carpe koï

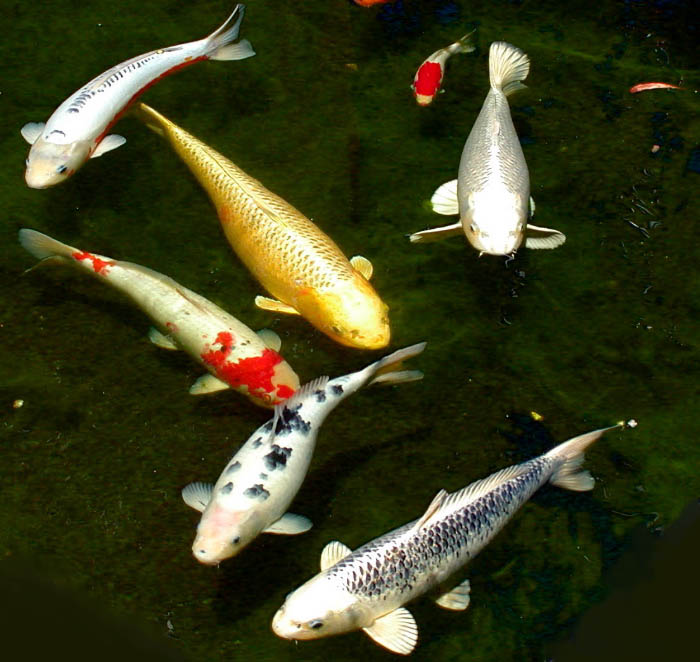
Des carpes koï

Cette variété est particulièrement colorée. Elle est élevée comme poisson d'ornement ou de collection et peut atteindre des prix très élevés. Dans les bassins des temples et des jardins en Extrême-Orient elle est nommée « Carpe de brocart ». Une carpe koï peut atteindre plus de 20 kg. Sa nourriture étant semblable à celle des autres carpes, elle peut être pêchée comme n'importe quelle variété de carpe.

## Pêche de la carpe
La carpe étant omnivore, on peut la pêcher à l'aide d'un grand nombre d'esches : un ver de terre, des asticots, un morceau de pomme de terre, ou à l'aide d'une bouillette, appât artificiel en forme de petite boule bouillie à l'eau d'où son nom. Différents arômes sont utilisés pour sa confection que ce soit fruité, carné et crémeux. L'utilisation de cet appât nécessite des montages spécifiques, la bouillette ne peut être eschée directement à l'hameçon par sa dureté qui lui permet d'être plus sélection, le montage le plus utilisé reste celui du "cheveux". 
Différentes techniques de pêche peuvent être utilisées, dont celles-ci :
- la pêche au flotteur
- la technique dite de la pêche moderne de la carpe (importée par les Anglais)
- la pêche au ressort
- la pêche à la grande canne (les évolutions du carbone l'ont rendue possible, avec des cannes dites gros poisson)
- la pêche à la mouche pour les mêmes raison d'évolution que pour la grande canne

La pêche à la carpe est très pratiquée pour son côté sportif, elle est pratiquée en no-kill. Certains ce sont spécialisée dans la traque des gros sujets, ce que l'on a appelé le specimen hunting (chasse de spécimen). La pêche de la carpe de nuit est autorisée sur certains secteurs déterminés par arrêté préfectoral à condition de n'utiliser que des esches dites végétales, les bouillettes en font partie, même si des farines d'origine animale peuvent entrer dans la composition de cet appât.

## Mode de nourriture
Comme la carpe peut manger exceptionnellement des gardons, il peut arriver au pêcheur d'en capturer une au vif ou à la cuiller par mégarde. Cela dit, ce n'est pas là son mode d'alimentation habituel. La carpe cherche plutôt des proies dans le fond du cours d'eau, en tâtant le fond à l'aide de ses barbillons. Elle avale ses proies en les aspirant (d'où le montage particulier de l'hameçon et de l'appât utilisé dans la pêche à la bouillette). Elle se nourrit principalement de vers, d'écrevisses, de moules d'eau douce (anodontes), de débris végétaux et d'invertébrés.
Les plus grosses carpes pêchées font environ 50 kilogrammes et sont déjà bien âgées (plus de vingt ans). Elles vivent pour la plupart dans de grands lacs et dans certains cours d’eau.